# Gerard IV (hrabia Jülich)
Gerard IV (zm. ok. 1143) – hrabia Jülich od ok. 1128.

## Życiorys
Gerard był synem i następcą hrabiego Jülich Gerarda III. Prowadził liczne spory z arcybiskupami Kolonii i rozbudowywał swoje władztwo.
Nie znamy imienia żony Gerarda. Miał trzech synów: Dytryka (kanonika w Kolonii), Wilhelma I (następcę ojca jako hrabia Jülich) i Hermana (prepozyta u św. Seweryna w Kolonii).